# کاکایی پشت‌سیاه بزرگ

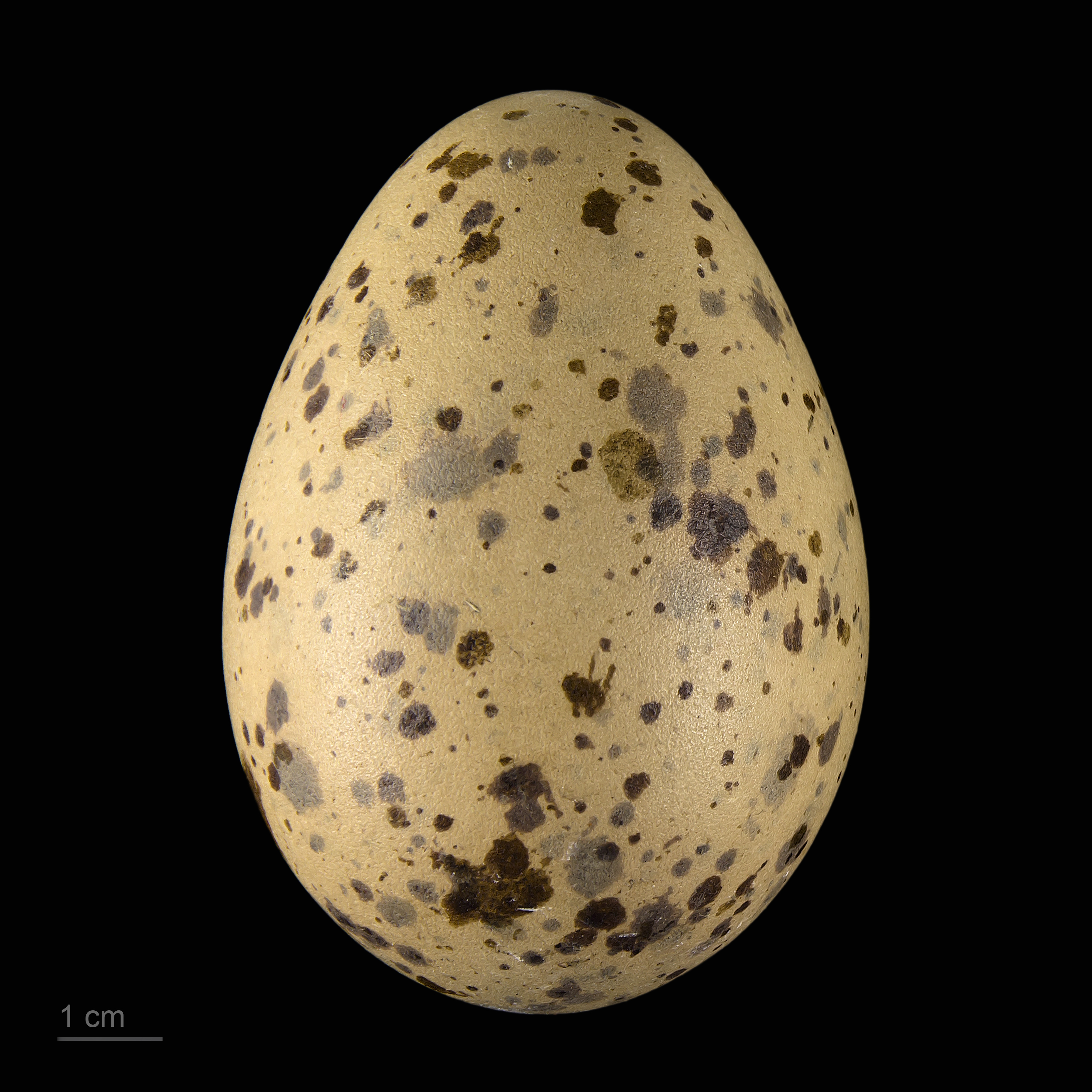
Larus marinus

کاکایی پشت‌سیاه بزرگ (نام علمی: Larus marinus) نام یک گونه از سرده کاکایی است.